# Brigitte Bardot (schip, 1998)
De Brigitte Bardot (voorheen Gojira, Rat Race Media Adventurer, Ocean 7 Adventurer en Cable and Wireless Adventurer) is het nieuwste schip van de organisatie Sea Shepherd Conservation Society. De bouw van het schip, dat bedoeld was voor een recordpoging circumnavigatie begon in juni 1997.

## Cable and Wireless Adventurer
De Cable and Wireless Adventurer werd gebouwd om een record te vestigen door met het schip in minder dan 80 dagen rond de wereld te varen. Dat record werd behaald in juni 1998 met iets minder dan 75 dagen. Het record werd verbroken op 27 juni 2008 door de Earthrace, een trimaran die later omgedoopt zou worden tot Ady Gil om te opereren voor Sea Shepherd in Antarctica.

## Ocean 7 Adventurer
In 2007 werd het schip gekocht door ocean 7 en werd omgedoopt tot "Ocean 7 Adventurer". Het schip was vanaf dit moment beschikbaar voor charter, filmwerk en maritieme reddingsoperaties.

## Rat Race Media Adventurer
Onder de naam "Rat Race Media Adventurer" werd het schip in 2008 gebruikt voor het opnemen van televisieseries (onder andere de serie AquaX) op de Afrikaanstalige tv-zender KykNET. De serie begon in oktober 2008 en werd uitgezonden tot januari 2009.

## Brigitte Bardot
Sea Shepherd kocht het schip voor de campagne tegen de Japanse walvisjacht in Antarctica van 2010-2011, en doopte het om tot "Gojira". Het werd in Sea Shepherd-kleuren geschilderd en onder Australische vlag geregistreerd. De nieuwe kapitein van het schip is Locky Maclean en het schip heeft een uitsluitend Australische bemanning. Het schip is ongeveer twee keer groter dan de Ady Gil, het schip dat door de Gojira werd vervangen.
Op woensdag 25 mei 2011 werd de Gojira vernoemd naar de Franse oud-actrice en dierenactiviste Brigitte Bardot.